# Солодчинский район
Солодчинский район — административно-территориальная единица в составе Сталинградского края, Сталинградской и Волгоградской областей, существовавшая в 1935—1963 годах. Центр — село Солодча.
Солодчинский район был образован в составе Сталинградского края 25 января 1935 года из частей Иловлинского и Фроловского районов.
В состав района вошли сельсоветы: из Иловлинского района: Александровский, Больше-Ивановский, Больше-Воробцовский, Желтухино-Ширяевский, Писаревский, Сучково-Кондрашевский, Ширяевский, Ютасовский; из Фроловского района: Дмитриевский, Захаровский, Солодчинский, Стефанидовский, Тишанский.
5 декабря 1936 года Солодчинский район вошёл в Сталинградскую область.
9 июля 1953 года Дмитриевский, Стефанидовский и Тишанский с/с были присоединены к Солодчинскому, Желтухино-Ширяевский — к Ширяевскому. Сучково-Кондрашевский, Ютаевский и Писаревский с/с были объединены в Кондрашевский с/с.
8 сентября 1960 года Больше-Воробцовский с/с был присоединён к Кондрашевскому.
7 февраля 1963 года Солодчинский район был упразднён, а его территория разделена между Дубовским и Фроловским районами.